# Polypedilum laterale
Polypedilum laterale är en tvåvingeart som beskrevs av Maurice Emile Marie Goetghebuer 1936. Polypedilum laterale ingår i släktet Polypedilum och familjen fjädermyggor. Inga underarter finns listade i Catalogue of Life.